# Formel 1-baner
Dette er en liste over Formel 1-baner. Den omfatter alle baner hvor der er blevet arrangeret løb i verdensmesterskabet i Formel 1 fra 1950 til 2016. 
I alt er der blevet brugt 71 forskellige baner i Formel 1-mesterskabet, og bane nummer 71 var Baku City Circuit i Baku, Aserbajdsjan, som først blev brugt til Europas Grand Prix 2016. Den første bane som blev brugt var Silverstone, hvor det første løb i verdensmesterskabet, Storbritanniens Grand Prix 1950, blev arrangeret. De længste baner som er blevet brugt er Circuito di Pescara, som var 25 kilometer lang, og den 22 kilometer lange Nordschleife på Nürburgring, hvor Tysklands Grand Prix blev arrangeret fra 1951 til 1976.
Gennem tiderne er forskellige former for baner blevet brugt til Formel 1-løb. Dedikerede racerbaner som Suzuka og Monza, landevejsbaner som Ain-Diab og Reims-Gueux og gadebaner som Monaco, samt flere varianter og blandingstyper af disse.

## Liste over baner
Fed skrift betegner de 21 baner som blev benyttet i 2016-sæsonen. "Antal løb" inkluderer hele 2016-sæsonen.
| Bane                                                      | Type             | Sted                                 | Løb                                                            | Sæsoner | Antal løb | Kort                          |
| --------------------------------------------------------- | ---------------- | ------------------------------------ | -------------------------------------------------------------- | --- | --------- | ----------------------------- |
| Adelaide Street Circuit                                   | Gadebane         | Adelaide                             | Australiens Grand Prix                                         | 1985–1995                                                                                                  | 11        |                               |
| Ain-Diab                                                  | Vejbane          | Casablanca                           | Marokkos Grand Prix                                            | 1958 | 1         |                               |
| Aintree                                                   | Vejbane          | Liverpool                            | Storbritanniens Grand Prix                                     | 1955, 1957, 1959, 1961–1962                                                                                | 5         |                               |
| Albert Park                                               | Gadebaseret bane | Melbourne                            | Australiens Grand Prix                                         | 1996– | 21        |                               |
| Circuit of the Americas                                   | Racerbane        | Austin                               | USA's Grand Prix                                               | 2012– | 5         |                               |
| AVUS                                                      | Gadebane         | Berlin                               | Tysklands Grand Prix                                           | 1959 | 1         |                               |
| Bahrain International Circuit                             | Racerbane        | Sakhir                               | Bahrains Grand Prix                                            | 2004–2010, 2012–                                                                                           | 12        |                               |
| Baku City Circuit                                         | Gadebane         | Baku, Aserbajdsjan                   | Europas Grand Prix                                             | 2016 | 1         |                               |
| Circuito da Boavista                                      | Gadebane         | Porto                                | Portugals Grand Prix                                           | 1958, 1960                                                                                                 | 2         |                               |
| Brands Hatch                                              | Racerbane        | Kent                                 | Storbritanniens Grand Prix Europas Grand Prix                  | 1964, 1966, 1968, 1970, 1972, 1974, 1976, 1978, 1980, 1982–1986                                            | 14        |                               |
| Circuit Bremgarten                                        | Vejbane          | Bremgarten                           | Schweiz' Grand Prix                                            | 1950–1954                                                                                                  | 5         |                               |
| Buddh International Circuit                               | Racerbane        | Greater Noida, Uttar Pradesh, Indien | Indiens Grand Prix                                             | 2011–2013                                                                                                  | 3         |                               |
| Bugatti Circuit                                           | Racerbane        | Le Mans                              | Frankrigs Grand Prix                                           | 1967 | 1         |                               |
| Caesars Palace Circuit                                    | Gadebane         | Las Vegas                            | Caesars Palace Grand Prix                                      | 1981–1982                                                                                                  | 2         |                               |
| Circuit de Catalunya                                      | Racerbane        | Barcelona                            | Spaniens Grand Prix                                            | 1991– | 26        |                               |
| Circuit Charade                                           | Vejbane          | Clermont-Ferrand                     | Frankrigs Grand Prix                                           | 1965, 1969–1970, 1972                                                                                      | 4         |                               |
| Detroit street circuit                                    | Gadebane         | Detroit                              | Detroits Grand Prix                                            | 1982–1988                                                                                                  | 7         |                               |
| Dijon-Prenois                                             | Racerbane        | Dijon                                | Frankrigs Grand Prix Schweiz' Grand Prix                       | 1974, 1977, 1979, 1981–1982, 1984                                                                          | 6         |                               |
| Donington Park                                            | Racerbane        | Leicestershire                       | Europas Grand Prix                                             | 1993 | 1         |                               |
| Autodromo Enzo e Dino Ferrari                             | Racerbane        | Imola                                | San Marinos Grand Prix Italiens Grand Prix                     | 1980–2006                                                                                                  | 27        |                               |
| Autódromo do Estoril                                      | Racerbane        | Estoril                              | Portugals Grand Prix                                           | 1984–1996                                                                                                  | 13        |                               |
| Fair Park                                                 | Gadebane         | Dallas                               | USA's Grand Prix                                               | 1984 | 1         |                               |
| Fuji Speedway                                             | Racerbane        | Shizuoka                             | Japans Grand Prix                                              | 1976–1977, 2007–2008                                                                                       | 4         |                               |
| Circuit Gilles Villeneuve                                 | Vej/racerbane    | Montréal                             | Canadas Grand Prix                                             | 1978–1986, 1988–2008, 2010–                                                                                | 37        |                               |
| Autódromo Hermanos Rodríguez                              | Racerbane        | Mexico by                            | Mexicos Grand Prix                                             | 1963–1970, 1986–1992, 2015–                                                                                | 17        |                               |
| Hockenheimring                                            | Vej/racerbane    | Hockenheim                           | Tysklands Grand Prix                                           | 1970, 1977–2006, 2008, 2010, 2012, 2014, 2016                                                              | 35        |                               |
| Hungaroring                                               | Racerbane        | Budapest                             | Ungarns Grand Prix                                             | 1986– | 31        |                               |
| Indianapolis Motor Speedway                               | Racerbane        | Indianapolis                         | Indianapolis 500 USA's Grand Prix                              | 1950–1960 2000–2007                                                                                        | 19        |                               |
| Istanbul Park                                             | Racerbane        | Istanbul                             | Tyrkiets Grand Prix                                            | 2005–2011                                                                                                  | 7         | Istanbul Park                 |
| Autódromo Internacional Nelson Piquet                     | Racerbane        | Rio de Janeiro                       | Brasiliens Grand Prix                                          | 1978, 1981–1989                                                                                            | 10        |                               |
| Circuito Permanente Del Jarama                            | Racerbane        | Jarama                               | Spaniens Grand Prix                                            | 1968, 1970, 1972, 1974, 1976–1979, 1981                                                                    | 9         |                               |
| Circuito Permanente de Jerez                              | Racerbane        | Jerez de la Frontera                 | Spaniens Grand Prix Europas Grand Prix                         | 1986–1990, 1994, 1997                                                                                      | 7         |                               |
| Autódromo José Carlos Pace                                | Racerbane        | São Paulo                            | Brasiliens Grand Prix                                          | 1973–1977, 1979–1980, 1990–                                                                                | 34        | Interlagos                    |
| Korea International Circuit                               | Racerbane        | Yeongam, Sydjeolla                   | Koreas Grand Prix                                              | 2010–2013                                                                                                  | 4         |                               |
| Kyalami Circuit                                           | Racerbane        | Kyalami                              | Sydafrikas Grand Prix                                          | 1967–1980, 1982–1985, 1992–1993                                                                            | 20        | Kyalami                       |
| Long Beach street circuit                                 | Gadebane         | Long Beach                           | USA's Grand Prix Vest                                          | 1976–1983                                                                                                  | 8         | Long Beach                    |
| Magny-Cours Circuit                                       | Racerbane        | Nevers                               | Frankrigs Grand Prix                                           | 1991–2008                                                                                                  | 18        | Magny-Cours                   |
| Marina Bay Street Circuit                                 | Gadebane         | Singapore                            | Singapores Grand Prix                                          | 2008– | 9         | Singapore                     |
| Monsanto Park                                             | Gadebane         | Lisboa                               | Portugals Grand Prix                                           | 1959 | 1         | Monsanto Park                 |
| Circuit de Monaco                                         | Gadebane         | Monaco                               | Monacos Grand Prix                                             | 1950, 1955–                                                                                                | 63        | Monte Carlo                   |
| Montjuïc circuit                                          | Gadebane         | Barcelona                            | Spaniens Grand Prix                                            | 1969, 1971, 1973, 1975                                                                                     | 4         | Montjuïc                      |
| Circuit Mont-Tremblant                                    | Racerbane        | Saint-Jovite                         | Canadas Grand Prix                                             | 1968, 1970                                                                                                 | 2         | Mont-Tremblant                |
| Autodromo Nazionale di Monza                              | Racerbane        | Monza                                | Italiens Grand Prix                                            | 1950–1979, 1981–                                                                                           | 66        | Monza                         |
| Mosport Park                                              | Racerbane        | Bowmanville                          | Canadas Grand Prix                                             | 1967, 1969, 1971–1977                                                                                      | 8         | Mosport International Raceway |
| Nivelles-Baulers Circuit                                  | Racerbane        | Nivelles                             | Belgiens Grand Prix                                            | 1972, 1974                                                                                                 | 2         | Nivelles                      |
| Nürburgring                                               | Vej/racerbane    | Nürburg                              | Tysklands Grand Prix Europas Grand Prix Luxembourgs Grand Prix | 1951–1958, 1961–1969, 1971–1976, 1984–1985, 1995–2007, 2009, 2011, 2013                                    | 40        | Nürburgring                   |
| Autódromo Juan y Oscar Gálvez                             | Racerbane        | Buenos Aires                         | Argentinas Grand Prix                                          | 1953–1958, 1960, 1972–1975, 1977–1981, 1995–1998                                                           | 20        | Argentina                     |
| Circuit Paul Ricard                                       | Racerbane        | Castellet                            | Frankrigs Grand Prix                                           | 1971, 1973, 1975–1976, 1978, 1980, 1982–1983, 1985–1990                                                    | 14        | Paul Ricard                   |
| Circuit de Pedralbes                                      | Gadebane         | Barcelona                            | Spaniens Grand Prix                                            | 1951, 1954                                                                                                 | 2         | Pedralbes                     |
| Circuito di Pescara                                       | Vejbane          | Pescara                              | Pescaras Grand Prix                                            | 1957 | 1         | Pescara                       |
| Phoenix street circuit                                    | Gadebane         | Phoenix                              | USA's Grand Prix                                               | 1989–1991                                                                                                  | 3         | Phoenix                       |
| Prince George Circuit                                     | Racerbane        | East London                          | Sydafrikas Grand Prix                                          | 1962–1963, 1965                                                                                            | 3         | East London                   |
| Red Bull Ring (tidligere kaldt Österreichring og A1-Ring) | Racerbane        | Spielberg                            | Østrigs Grand Prix                                             | 1970–1987, 1997–2003, 2014–                                                                                | 25        |                               |
| Reims-Gueux                                               | Vejbane          | Reims                                | Frankrigs Grand Prix                                           | 1950–1951, 1953–1954, 1956, 1958–1961, 1963, 1966                                                          | 11        | Reims-Gueux                   |
| Riverside International Raceway                           | Racerbane        | Riverside                            | USA's Grand Prix                                               | 1960 | 1         | Riverside                     |
| Rouen-Les-Essarts                                         | Vejbane          | Rouen                                | Frankrigs Grand Prix                                           | 1952, 1957, 1962, 1964, 1968                                                                               | 5         | Rouen-Les-Essarts             |
| Scandinavian Raceway                                      | Racerbane        | Anderstorp                           | Sveriges Grand Prix                                            | 1973–1978                                                                                                  | 6         | Anderstorp                    |
| Sebring Raceway                                           | Vejbane          | Sebring                              | USA's Grand Prix                                               | 1959 | 1         | Sebring Raceway               |
| Sepang International Circuit                              | Racerbane        | Kuala Lumpur                         | Malaysias Grand Prix                                           | 1999– | 17        | Sepang                        |
| Shanghai International Circuit                            | Racerbane        | Shanghai                             | Kinas Grand Prix                                               | 2004– | 13        | Shanghai                      |
| Silverstone Circuit                                       | Racerbane        | Silverstone                          | Storbritanniens Grand Prix                                     | 1950–1954, 1956, 1958, 1960, 1963, 1965, 1967, 1969, 1971, 1973, 1975, 1977, 1979, 1981, 1983, 1985, 1987– | 50        | Silverstone                   |
| Sochi Autodrom                                            | Racerbane        | Sotji, Rusland                       | Ruslands Grand Prix                                            | 2014– | 3         |                               |
| Spa-Francorchamps                                         | Vej/racerbane    | Spa                                  | Belgiens Grand Prix                                            | 1950–1956, 1958, 1960–1968, 1970, 1983, 1985–2002, 2004–2005, 2007–                                        | 49        | Spa-Francorchamps             |
| Suzuka Circuit                                            | Racerbane        | Suzuka                               | Japans Grand Prix                                              | 1987–2006, 2009–                                                                                           | 28        | Suzuka                        |
| Tanaka International Circuit                              | Racerbane        | Aida                                 | Stillehavets Grand Prix                                        | 1994–1995                                                                                                  | 2         | TI Circuit                    |
| Valencia Street Circuit                                   | Gadebane         | Valencia                             | Europas Grand Prix                                             | 2008–2012                                                                                                  | 5         | Valencia Street Circuit       |
| Watkins Glen                                              | Vejbane          | Watkins Glen                         | USA's Grand Prix                                               | 1961–1980                                                                                                  | 20        | Watkins Glen                  |
| Yas Marina                                                | Racerbane        | Abu Dhabi                            | Abu Dhabis Grand Prix                                          | 2009– | 8         |                               |
| Circuit Park Zandvoort                                    | Racerbane        | Zandvoort                            | Hollands Grand Prix                                            | 1952–1953, 1955, 1958–1971, 1973–1985                                                                      | 30        | Zandvoort                     |
| Zeltweg Airfield                                          | Vejbane          | Zeltweg                              | Østrigs Grand Prix                                             | 1964 | 1         | Zeltweg                       |
| Circuit Zolder                                            | Racerbane        | Heusden-Zolder                       | Belgiens Grand Prix                                            | 1973, 1975–1982, 1984                                                                                      | 10        | Zolder                        |
| Kilde:                                                    |                  |                                      |                                                                | |           |                               |